# チャノキ

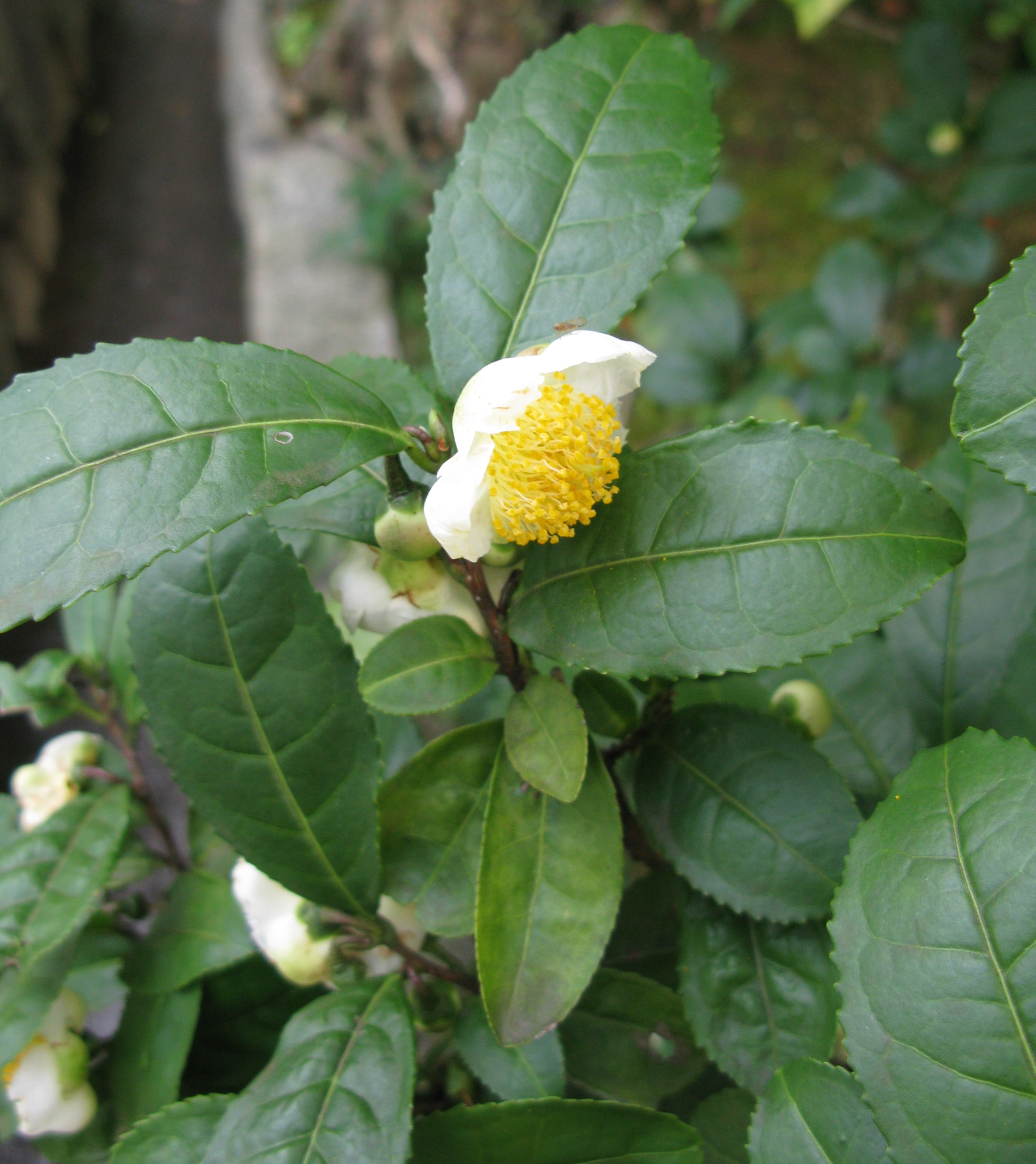
葉には、鋸歯があり、白い下向きの花を咲かせるのは10-12月初旬

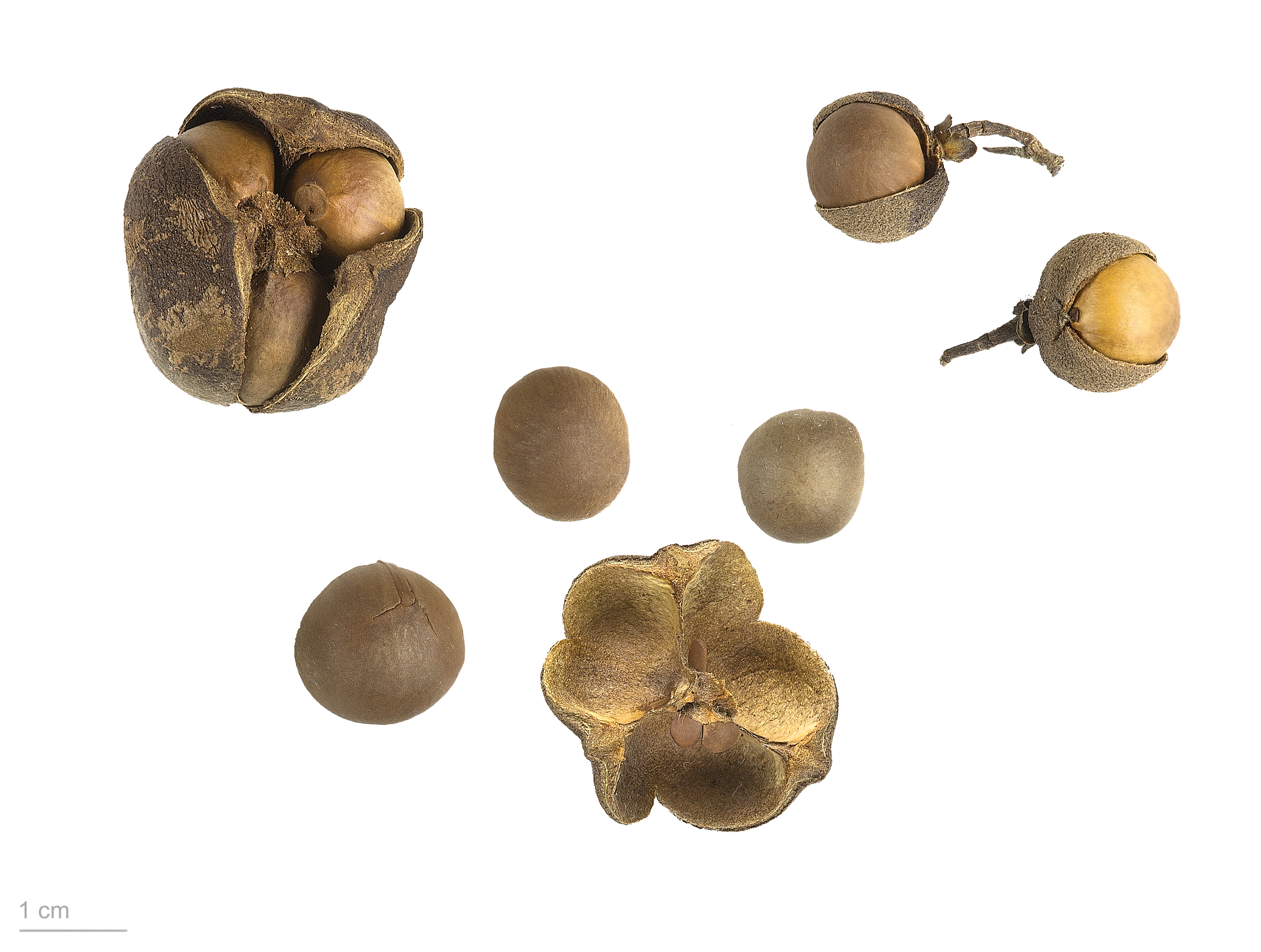
Camellia sinensis

チャノキ（茶の木、学名: Camellia sinensis）は、ツバキ科ツバキ属の常緑樹である。野生では高木になるが、栽培樹は低木に仕立てられる。加工した葉（茶葉）や茎から湯・水で抽出した茶が飲用される。チャの木あるいは茶樹とも記され、単にチャ（茶）と呼ぶこともある。

## 分布・生育地
原産地はインド、ベトナム、中国西南部とされるが詳細は不明。茶畑での栽培のほか、野生化した樹木を含め熱帯から暖帯のアジアに広く分布する。日本の野生樹は、主に伊豆半島や九州地方などに自生する。また、公園などにも植えられる。
世界的な視点で言えば、チャ栽培の北限はジョージア、南限はニュージーランドとされている。短い期間なら霜にも耐えられるため、インド北東部のダージリン地方、台湾やセイロン島中央の山地といった高所の栽培に向いている。アッサム種は熱帯あるいは亜熱帯原産であるため寒さに弱い。暑くても乾燥した気候には弱く、旱魃（干害）で枯れ込むこともある。中国種はアッサム種よりも寒さに強く、海抜2600メートルでも育成可能とされている。
チャは酸性土壌を好む植物であり、酸性化が進んでいる土壌への耐性が比較的強い。また、本来は陽樹に区分されるが、日射量が少ない環境にさらされても生き延びることができるという、耐陰性に優れた特性を持っている。

## 特徴
前述の通り原産地は不明であるが、広まったのは中国からといわれ、漢名（中国植物名）は茶（ちゃ）。標準和名チャノキの語源は、中国から茶が渡来したときに、漢名の「茶」を音読みしたものと言われている。
常緑の低木または小高木で、高さは7メートル前後になるといわれている。野生では10メートル近い高木になるが、茶の生産のために栽培するときは低木仕立てで、低く刈り込まれる。
世界で主に栽培されているチャノキは基準変種であるチャノキ（学名：Camellia sinensis (L.) O. Kuntze var. sinensis）とアッサムチャ（学名：Camellia sinensis (L.) O. Kuntze var. assamica）であり、茶業においては前者を中国種、後者をアッサム種という。
基準変種のチャノキは中国南部に自生する灌木である。丈夫な枝、短い茎、細長い葉を持ち、藪や岩だらけの傾斜地などに自生し、0.9 - 5.5メートルに成長する。一方、インドのアッサム地方に自生するアッサムチャは8 - 15メートルにも達する高木になる。大きな葉をつけるため茶葉の収量は多い。
中国や日本の茶畑で栽培される基準変種は通常、1メートル前後に刈り込まれるが、野生状態では2メートルに達する例もある。幹は株立ちで、よく分枝して枝が混み合うが、古くなるとさらにその基部からも芽を出す。樹皮は灰白色で滑らかで、幹の内部は堅い。若い枝の樹皮は褐色で一年枝では緑色で毛が生えているが、古くなると灰色になる。
葉は枝に互生する。葉には短い葉柄があり、葉身は長さ5 - 7センチメートル、長楕円状披針形、先端は鈍いかわずかに尖り、縁には細かくて背の低い鋸歯が並ぶ。葉質は薄い革質、ややばりばりと硬くなる。表面は濃緑色で、やや艶がある。その表面は独特で、葉脈に沿ってくぼむ一方、その間の面は上面に丸く盛り上がり、全体にはっきり波打つ。
花期は晩秋（10 - 12月初旬頃）で、白い5花弁の花が咲く。花芽は夏頃に見られ、丸くて柄があり、ほぼ下向きにつく。花は新枝の途中の葉柄基部から1つずつつき、短い柄でぶら下がるように下を向く。花冠は白く、径2 - 3センチメートル、多数の雄しべがつき、ツバキの花に似るが、花弁が抱え込むように丸っこく開く。
果期は花の翌年9月頃に成熟し、果実は花と同じくらいの大きさに膨らむ。普通は2 - 3室を含み、それぞれに1個ずつの種子を含む。果実の形はこれらの種子の数だけ外側に膨らみを持っている。冬芽は互生する葉の付け根につき、白い毛がある。
チャノキは自家不和合性が強い植物であり、自家受粉の確率は数パーセントと低く、その種子の発芽率も10パーセント程度であるため、他殖性の自家不結実性植物とみなされている。

## 分類
- チャノキ Camellia sinensis (L.) Kuntze
  - トウチャ Camellia sinensis (L.) Kuntze f. macrophylla (Siebold ex Miq.) Kitam.
  - ベニバナチャ Camellia sinensis (L.) Kuntze f. rosea (Makino) Kitam.
  - アッサムチャ（ホソバチャ） Camellia sinensis (L.) Kuntze var. assamica (J.W.Mast.) Kitam.

## 日本での栽培
奈良時代、聖武天皇の天平元年（729年）に、宮中に100人の僧侶を集めて大般若経を講義し、その2日目に行茶と称して茶を賜ったと伝えられていることから、日本へはそれ以前にユーラシア大陸から渡来したと考えられている。飲用される茶は、建久2年（1191年）に栄西が中国から持ち帰った種子の子孫にあたるといわれている。日本で現在栽培されている栽培品種は、「やぶきた」系統が約9割を占めている。やぶきたは1955年（昭和30年）に選抜されて静岡県登録品種になった栽培種である。
鎌倉時代以降、喫茶の習慣や茶道が広まるとともに、各地に茶産地が形成された。茶畑での露地栽培が主流であるが、福寿園（京都府木津川市）は温室栽培により新茶を通年で収穫することを目指す研究を進めている。

### 栽培植物の逸出と日本在来種説
日本では栽培される以外に、山林で見かけることも多い。古くから栽培されているため、逸出している例が多く、山里の人家周辺では、自然林にも多少は入り込んでいる例がある。また、人家が見られないのにチャノキがあった場合、かつてそこに茶を栽培する集落があった可能性がある。
例えば、縄文時代晩期の埼玉県さいたま市岩槻区の真福寺泥炭層遺跡や、縄文弥生混合期の徳島県徳島市の徳島浄水池遺跡からは、チャの実の化石が発見されている。
また、九州や四国に、在来（一説には、史前帰化植物）の山茶（ヤマチャ）が自生しているという報告があり、山口県宇部市沖ノ山の古第三紀時代始新世後期（3500万年 - 4500万年前）の地層からチャの葉の化石が発見され、「ウベチャノキ」と命名されている。日本自生の在来系統を一般的に日本種という言い方をする説がある。現在、日本種は分類学上、中国種に含められているが、20世紀後半頃から日本種を固有種として位置づける「日本茶自生論」が提唱されている。
一方、「日本の自生茶とも言われて来たヤマチャについて、その実態を照葉樹林地域、焼畑地域、林業地域、稲作地域と概見した結果、歴史的にも植物学的にも、日本に自生茶樹は認められないという結論に至った」という日本自生の在来種説に否定的な研究がある。また、「伊豆半島、九州の一部などから野生化の報告もあるが、真の野生ではない」とされ、YList では帰化植物とされている。

### 「北限の茶」
チャノキは元来寒さに弱いが、日本国内では喫茶の普及に伴い北日本でも栽培されるようになった。「北限の茶」を謳う産地としては、奥久慈茶（茨城県大子町）、村上茶（新潟県村上市）のほか、宮城県旧桃生町（現・石巻市）の桃生茶、気仙地方（岩手県南部の太平洋側）で栽培される気仙茶がある。
生産量は少ないものの、保存・復活が試みられているさらに北の茶産地としては檜山茶（秋田県能代市）や黒石茶（青森県黒石市）がある。
また、北海道の積丹半島の禅源寺（古平町）境内にチャノキがあり、これが植栽されている最北端とされる。また茶専門店がニセコ地方で茶園づくりを試みている。

## 利用
チャノキの葉は人間が口にする嗜好品として加工されている。チャノキの主に新芽にアルカロイド（カフェイン、テオフィリン、カテキンを含むティアタンニンなど）、アミノ酸（アルギニン、テアニンなど）等が豊富に含まれており、飲用として利用されている。その他有効成分として、精油（ヘキサノール、イソブチルアルデヒドなど）、ビタミンC、フラボノイド（クエルセチンなど）が含まれている。アミノ酸は茶のこくや旨味、精油は香り成分の元になっている。シネカテキンスは、葉から水出しされた有効成分で、米国で性器いぼの治療に承認されている。
また、果実・種子から食用・化粧油の採取が可能であり、ツバキと同様にカメリア油を搾るのにも使われる。搾油用の実採取は、茶葉栽培に比べ品質管理の手間が少ないことから、放棄茶園の活用法として注目されている。

### 飲料
チャノキの葉は、ふつう新葉の芽先2 - 3枚ほどを摘み取って茶葉にし、緑茶や紅茶などの茶に加工して飲用されている。焙爐（ばいろ）の助炭（じょたん）の上で乾燥したものが碾茶で、これを石の茶臼で挽いて粉末にしたのが抹茶、蒸して助炭上で手揉みして成分を出やすくしたものが玉露である。新葉を採集して玉露に準じて仕上げたのが煎茶、成葉を採集して煎茶に準じて仕上げたのが番茶である。茶葉を軽く発酵させたのがウーロン茶で、完全に発酵させたのが紅茶である。
煎茶は、1煎目に滋養保健に役立つ成分が溶出し、2煎目から多く溶出する主成分はタンニン（チャタンニン）である。ただし飲み過ぎは、便秘や肩こりの原因にもなるとも言われている。

### 薬用
薬用にする部位は若葉と種子で、若葉は茶葉（ちゃよう）、種子は茶子（ちゃし）と称し、春に採ったものがよいといわれる。葉を摘んだら短時間で蒸して醗酵を止め、熱を通しながら手で揉んでより、再加熱して加工する。葉は頭痛、下痢、食べ過ぎ、のどの渇きに、また種子は痰が出る咳に薬効があるといわれる。
茶葉に含まれるアルカロイドは、発汗、興奮、利尿作用があり、チャタンニンは下痢止めの作用があるとされ、適量飲めば滋養保健に役立つと言われている。民間療法で、茶を風邪の予防にうがい薬として利用する方法が知られる。種子は、乾燥して粉末にして、1日2回、1回量0.5グラムを服用する方法が知られている。緑茶やウーロン茶、紅茶などの茶は、熱を冷ます薬草でもあるので、冷え症や胃腸が冷えやすい人は、あまり多く服用しない方がよいと言われている。

## 茶品種
種苗法に基づいて登録されている日本の茶品種としては、下記のものが挙げられる（抜粋）。出典は脚注を参照。
- 星野緑
- おくゆたか
- 司みどり
- たかねわせ
- さとう早生
- おくひかり
- めいりょく
- ふくみどり
- いなぐち
- 寺川早生
- みねかおり
- みなみかおり
- しゅんめい
- さえみどり
- 茶中間母本農1号
- ふうしゅん
- みなみさやか
- さわみずか
- べにふうき
- ほくめい
- みねゆたか
- 松寿
- 摩利支
- みえ緑萌1号
- あさのか
- 藤かおり
- 山の息吹
- 茶中間母本農2号
- さがらひかり
- さがらみどり
- 香駿
- さがらかおり
- さがらわせ
- さきみどり
- りょうふう
- みどりの星
- むさしかおり
- りょくふう
- 茶中間母本農3号
- 成里乃
- 奥の山
- はるみどり
- つゆひかり
- みえうえじま
- そうふう
- さいのみどり
- みやまかおり
- はるもえぎ
- きら香
- 鳳春
- 展茗
- さやまかおり
- さやまみどり
- おくみどり
- やまとみどり

など。

## 文化
茶の花は秋の終わりから冬の初め頃に咲くことから、「茶の花」は日本においては初冬（立冬〔11月8日頃〕から大雪の前日〔12月7日頃〕）の季語とされている。
日本で茶畑を表す地図記号は、茶の実を半分に切った状態を図案化したものである。
チャノキの花言葉は、「純愛」「追憶」といわれている。